# A Face in the Crowd (album)
Albums de Edo. G
Arts & Entertainment
(2009) Intelligence & Ignorance
(2013)
A Face in the Crowd est le troisième album studio d'Edo. G, sorti le 17 mai 2011.

## Liste des titres
| No  | Titre                                                                 | Contient un (des) sample(s) de | Durée |
| --- | --------------------------------------------------------------------- | --- | ----- |
| 1.  | Fastlane (Produit par DJ Premier)                                     | Incredible de Krumb Snatcha featuring Guru Criminal Minded '08 de KRS-One et DJ Premier Everyday de M.O.P featuring The Product G&B | 3:04  |
| 2.  | Life (Interlude)                                                      | | 0:37  |
| 3.  | I Was There (Produit par M-Phazes)                                    | | 3:38  |
| 4.  | Stop It (Produit par Max Mostley)                                     | You Better Stop It de Barbara Mason                                                                                                 | 3:08  |
| 5.  | Rappers (Interlude)                                                   | | 1:08  |
| 6.  | Dummies (featuring Bishop Lamont et Def Jeff – Produit par Young Cee) | | 4:02  |
| 7.  | Black Power (Interlude)                                               | | 0:33  |
| 8.  | Righteous Way (Produit par Explizit One)                              | The Makings of You de Curtis Mayfield                                                                                               | 3:03  |
| 9.  | Like That (featuring Special Teamz – Produit par Astronote)           | | 4:10  |
| 10. | Beat (Interlude)                                                      | | 0:23  |
| 11. | Only You (featuring Amandi – Produit par Young Cee)                   | | 3:33  |
| 12. | Ain't Gonna Wait (Produit par M-Phazes)                               | | 3:08  |
| 13. | Drink Up (Produit par The Breaks)                                     | I Love You More and More de Tom Brock Impeach the President des Honey Drippers                                                      | 3:05  |
| 14. | One Two (featuring JTronious – Produit par The Breaks)                | | 2:47  |
| 15. | Life (featuring Chali 2NA – Produit par Max Mostley)                  | | 2:38  |
| 16. | Speak Ur Mind (featuring M1 – Produit par Statik Selektah)            | Speak Your Mind de Kevin Moore | 3:25  |
| 17. | World on My Shoulders (featuring Made Men – Produit par M-Phazes)     | | 3:26  |
| 18. | Time Bomb (Outro)                                                     | | 1:02  |